# Ado (cantora)
Ado (nascida em 24 de outubro de 2002) é uma cantora japonesa. Ela é assinada pelas gravadoras Cloud Nine, Virgin Music e Geffen Records. 

### Infância e início da carreira
Quando estava na primeira série do ensino fundamental, seu primo recomendou a ela um vídeo feito por fãs das músicas "Aku no Musume" e "Aku no Meshitsukai" (compostas e escritas pelo produtor de Vocaloid mothy) , e ela começou a ouvir músicas Vocaloid no computador do pai. Nos últimos anos do ensino fundamental, interessou-se pela cultura dos cantores que se apresentam sem mostrar sua aparência física, por meio do site Nico Nico Douga e do software para Nintendo 3DS "Ugo Memo Pad".   
Em 10 de janeiro de 2017, ela publicou um vídeo cover da música Vocaloid "Kimi no Taion" no Nico Nico Douga , iniciando sua carreira como utaite, alguém que posta covers de músicas Vocaloid em sites como Niconico e YouTube.
Em 17 de setembro de 2019, ela anunciou em uma transmissão ao vivo no YouTube que faria um show solo no espaço de shows Zepp DiverCity até 10 de janeiro de 2021.
Participou da música "Kumokusei" do Kujira, lançada exclusivamente digitalmente em 23 de dezembro de 2019.
Em 29 de março de 2020, participou como vocalista da música "Shikabanese" do jon-YAKITORY, também lançada exclusivamente digitalmente [10]. "Shikabanese" atingiu o primeiro lugar nas paradas virais nacionais do Spotify [11]. Em maio, participou do álbum projeto PALETTE4 da Pony Canyon, lançando duas músicas digitalmente: "Call Boy" de syudou e "Continuously Blue" de Shishi Shishi [12].